# Neil Diamond
Neil Leslie  Diamond (født 24. januar 1941 i Brooklyn, New York, USA) er en amerikansk sanger, guitarist og komponist. Neil Diamond er en af popmusikkens mest varige og succesrige artister og sangskrivere. Han har haft tophits op gennem 1960'erne, 1970'erne, 1980'erne og 1990'erne og var aktiv frem til 2018, hvor han meddelte, at han ikke længere ville give koncerter grundet helbredsproblemer. 
Neil Diamond blev i 2011 optaget i Rock and Roll Hall of Fame.

## Opvækst
Niel Diamond var søn af Akeeba "Kieve" og Rose Diamond, der begge var jødiske immigranter fra Polen. Faderen drev en tekstil- og kortevarebutik, der oprindeligt var beliggende i  Coney Island-området i Brooklyn, men familien flyttede senere til mere centrale områder i bydelen. Forældrene forærede Neil Diamond en guitar til ni dollars  i fødselsdagsgave kort efter krigen, hvilket gav ham yderligere interesse for musik. Allerede som 15-årig skrev han sin første sang "Here Them Bells".
Han gik på Erasmus Hall High School og senere  Abraham Lincoln High School. På Erasmus Hall sang han sammen med Barbra Streisand i det 100 mand store skolekor. 
Som ung dyrkede Neil Diamond fægtning, hvilket indbragte ham et stipendium til at studere medicin  ved New York University. Han læste ved universitetet et år, men droppede herefter ud for at koncentrere sig om sin musikinteresse.

## Ind i musikbranchen
Efter at være droppet ud af universitetet fik Diamond job som sangskriver i The Brill Building på Broadway. The Brill Building husede i 1962 mere end 165 forskellige virksomheder og konstellationer indenfor musikbranchen. Efter ansættelse i firmaet Sunbeam Music, besluttede han sig for at ville prøve på egen hånd, hvorefter han åbnede kontor i et lille lokale i tilknytning til lageret i en kopieringsbutik på Broadway med et piano til USD 30 og en telefonkiosk i høreafstand.
Han udgav sin første plade under navnet Eice Cherry, men pladen floppede, og han gik herefter tilbage til sit rigtige navn. 
Han fik herefter en pladekontrakt med Bang Records og i 1966 udgav Neil Diamond sit første album som indeholdt blandt andet singlerne "Solitary Man" og "Cherry, Cherry". Begge singler solgte ganske godt, og gav ham et mindre gennembrud. Han skrev endvidere en række sange til datidens meget populære band The Monkees, herunder "A Little Bit Me, A Little Bit You", "Look Out (Here Comes Tomorrow)" og "I'm a Believer" som blev et stort hit i 1967. Han opnåede på den tid en række tv-optrædener og optrådte bl.a.  som gæsteartist og opvarmingsartist for en række forskellige artister, fra Herman's Hermits til The Who.

## Gennembrud
Neil Diamonds store gennembrud kom med sangen "Sweet Caroline" fra 1969, en sang, der senere er blevet en signatursang for ham.  Diamond optrådte med sangen på The Ed Sullivan Show i 1969 og sangen blev indspillet af bl.a. Elvis Presley. Neil Diamonds bløde baryton-stemme og de enkle melodilinjer og romantiske tekster gav ham hurtigt et stort publikum. Arrangementerne af Neil Diamonds sange var stort anlagte og til dels inspireret af Phil Spector, der også havde været en del af miljøet i The Brill Building.
Diamonds musikalske stil med blød, poppet rock baseret på traditionelle elementer var dog ikke voldsomt nyskabende sidst i tresserne, hvor pop- og rockmusikken havde gennemgået  en rivende udvikling, og hvor mange artister havde en "rebelsk" attitude til samfundet. Diamond  fik således også et image, der mere modsvarede The Everly Brothers, Frank Sinatra og Elvis Presley end datidens mere eksperimenterende sangskrivere og sangere. 
I 1973 modtog han både en Golden Globe og en Grammy Award for soundtracket til filmen Jonathan Livingston Seagull.
I 1976 deltog han ved en af 70'ernes mest kendte rockkoncerter, The Last Waltz, der var The Bands afskedskoncert. Koncerten blev filmet og senere udgivet som spillefilm af Martin Scorsese. Neil Diamond stillede op sammen med datidens betydeligste artister, så som Eric Clapton, Neil Young, Ron Wood, Joni Mitchell, Van Morrison og Bob Dylan. Neil Diamond spillede sangen "Dry Your Eyes" sammen med The Band ved koncerten. 
I 1977 udgav han albummet I'm Glad You're Here With Me Tonight, der indeholdt sangen "You Don't Bring Me Flowers", der tidligere var indspillet af Barbra Streisand. En discjockey producerede en virtuel duet mellem de to, der blev så stor en succes, at parret udgav en rigtig duet, der blev et stort hit i 1978. Der var plan om en film, baseret på sangen med Diamond og Streisand i hovedrollerne, men filmen blev aldrig til noget, på grund af et andet filmprojekt, hvor Neil Diamond i  1980 medvirkede i opfølgeren til Al Jolsons Jazzsangeren fra 1927. I filmen medvirkede også Laurence Olivier og Desi Arnaz. Filmen blev ingen stor succes, men albummet med filmmusikken blev et af Diamonds karrieremæssige højdepunkter.
Songwriters Hall of Fame tildelte i 2000 Neil Diamond The Sammy Kahn Lifetime Achievement Award.

## Nyere tid
Neil Diamond har i 1990'erne og i 2000'erne fået en fornyet popularitet. Han har blandt andet været efterspurgt ved promoveringen af politikere, bl.a. demokraten Michael Dukakis i 1988, og ved Vinter-OL 2002 i Salt Lake City. 
"Sweet Caroline" er populær alsang indenfor en række sportsgrene i USA, og gruppen Urge Overkill indspillede Diamonds “Girl, You'll Be a Woman Soon” til Quentin Tarantino's film Pulp Fiction i 1994. I komedien Saving Silverman fra 2001, spiller hovedpersonen i et Neil Diamond-cover band og Diamond har her en relativ stor cameo-optræden som sig selv. 
Neil Diamonds sange er ofte anvendt i det amerikanske talentshow American Idol, der i uge 11 2008 havde Neil Diamond-tema og han optrådte selv i programmet den 29. april 2008. 
Diamonds album Home Before Dark blev udgivet den  6. maj 2008 og opnåede den 15. maj  topplacering på Billboard Hot 200, hvilket var den første gang Diamond blev nr. 1 på denne liste. Albummet nåede også nr. 1 på albumhitlisten i Storbritannien. Topplaceringen i Storbritannien var anden gang han opnåede dette; første gang var med et opsamlingsalbum. Diamonds turné i 2008-turne var den mest vellykkede siden 1966.
Han blev den 6. februar 2009 tildelt prisen MusiCares Person of the Year, i anerkendelse af hans betydelige bidrag indenfor musik, samt hans mangeårige humanitære indsats, herunder en række betydelige bidrag, blandt andet til ofrene i Texas etter orkanen Ike.
Andre kendte coverversioner af Diamonds kompositioner er: 
- Elvis Presley – "Sweet Caroline" og "And The Grass Won't Pay No Mind"
- Roy Orbison, Waylon Jennings, Bobby Womack og Bobby Darin – "Sweet Caroline"
- Waylon Jennings – "The Taker"
- The Monkees – "I'm a Believer"
- Deep Purple –  "Kentucky Woman"
- Lulu – "The Boat That I Row"
- Cliff Richard – «I'll Come Running"
- UB40 – "Red Red Wine"
- Johnny Cash – "Solitary Man"
- Frank Sinatra – "Stargazer» og «Dry Your Eyes"
- Sonny & Cher – "Brother Love's Travelling Salvation Show"
- Ronan Keating – "Hello Again"
- U2, Josh Groban, José Feliciano – "Play Me"

## Privatliv
Diamond  blev i 1963 gift med læreren Jaye Posner, som han har to børn med, Marjorie and Elyn. Parret blev skilt i 1969 og samme år giftede han sig med Marcia Murphey, som han også fik to børn med, Jesse Michael Diamond (født 1970) og Micah Joseph Diamond (født 14. februar 1978). Da dette ægteskab blev opløst i 1995, blev det oplyst, at skilsmissen var den hidtil dyreste, ca. 150 millioner dollar. Neil Diamond er citeret for at have udtalt, at "hun fortjente hver en penny". Han blev i 1996 gift med den 31 år yngre australske Rachel Farley.
Neil Diamond er en af de forholdsvis få berømte artister, som selv ejer rettighederne til egne sange. 
I januar 2018 meddelte Neil Diamond, at han led af Parkinsons sygdom og at han derfor trak sig tilbage.

## Diskografi (udvalg)
- The Feel of Neil Diamond (1966)
- Just for You (1967)
- Sweet Caroline (1969)
- Stones (1971)
- Jonathan Livingston Seagull (1973)
- His 12 Greatest Hits (samlealbum) (1974)
- Serenade (1974)
- Beautiful Noise (1976)
- I'm Glad You're Here With Me Tonight (1977)
- Love At The Greek (live, 2-LP) (1977)
- September Morn (1979)
- The Jazz Singer (soundtrack) (1980)
- On The Way To The Sky (1981)
- Heartlight (1982)
- Primitive (1984)
- Headed For The Future (1986)
- Hot August Night II (live, 2-LP) (1987)
- Lovescape (1991)
- Greatest Hits (1966 – 1992) (samlealbum, dobbel-CD) (1992)
- Up On The Roof-Songs From The Brill Building (1993)
- Live In America (1991 – 1993) (live, dobbel-CD) (1994)
- The Christmas Album, Volume II (1994)
- The Essential Neil Diamond (samlealbum, dobbel-CD) (2001)
- Stages – Performances 1970 – 2003 (live, 5-CD + 1 DVD-box) (2003)
- Home Before Dark (2008)

## Eksterne links
- Wikimedia Commons har flere filer relateret til Neil Diamond
- Neil Diamond på DR musik
- Neil Diamond på Allmusic
- Neil Diamond på Discogs
- Neil Diamond på MusicBrainz
- Neil Diamond på Last.fm
- Neil Diamond på Myspace
- Neil Diamond på Internet Movie Database (engelsk)
- Neil Diamond på Filmdatabasen
- Neil Diamond på Svensk Filmdatabas (svensk)
- Neil Diamond på AlloCiné (fransk)
- Neil Diamond på AllMovie (engelsk)
- Neil Diamond på The Movie Database (engelsk)
- Neil Diamond på Internet Broadway Database (engelsk)
- Neil Diamond på Encyclopædia Britannica Online (engelsk)
- Om tildelingen af MusiCares Person of the Year i 2009 Arkiveret 16. december 2009 hos  Wayback Machine
- Interview fra 2001, hvor Diamond fortæller om sin opvækst og tidlige karriere
- Video og lydklipp af Neil Diamond "I am ... I said" i 1972
- Neil Diamond synger "Dry Your Eyes" med The Band ved The Last Waltz-koncerten